# Liga Europa de la UEFA 2024-25
La Liga Europa de la UEFA 2024-25 fue la 54.ª edición de la competición y la 16.ª desde que se adoptó el nombre actual de la competición. El torneo se disputó desde junio de 2024 hasta mayo de 2025 y la final se disputó en el estadio de San Mamés en Bilbao, España. 
En esta edición el Tottenham Hotspur de Inglaterra se coronó campeón y alcanzó su tercer título en esta competición, tras 41 años después de derrotar en la final a Manchester United por 1–0. Por ello, jugará la Supercopa de Europa 2025 contra el Paris Saint-Germain como campeón de la Liga de Campeones de la UEFA 2024-25, y además se clasificó para la fase de liga de la Liga de Campeones de la UEFA 2025-26.

## Asignación
Un total de 76 equipos de entre 34 y 55 asociaciones miembros de la UEFA se espera que participen en la Liga Europa de la UEFA 2024-25. Para determinar el número de equipos participantes para cada asociación se usa la clasificación por asociación basada en los coeficientes de país de la UEFA.
- Las asociaciones 1 a 12 tienen dos equipos clasificados cada una.
- Las asociaciones 13 a 33 (excepto Rusia) tienen un equipo clasificado cada una.
- Al ganador de la Liga Europa Conferencia de la UEFA 2023-24 se le otorgará una plaza adicional si no accede a la Liga de Campeones 2024-25 ni a la Liga Europa 2024-25 a través de su liga nacional.
- Además, 32 equipos eliminados de la Liga de Campeones de la UEFA 2024–25 serán transferidos a la Liga Europa.

### Clasificación de la asociación
Para la Liga Europa 2024-25, a las asociaciones se les asignan plazas de acuerdo con sus coeficientes de país de la UEFA 2023, que tiene en cuenta su desempeño en las competiciones europeas de 2018-19 a 2022-23.
Además de la asignación basada en los coeficientes del país, las asociaciones pueden tener equipos adicionales participando en la Liga Europa, como se indica a continuación:
| Clasif. | Asociación      | Coef.   | Equipos | Notas    |
| ------- | --------------- | ------- | ------- | -------- |
| 1       | Inglaterra      | 109.570 | 2       |          |
| 2       | España          | 92.998  | 2       |          |
| 3       | Alemania        | 82.481  | 2       |          |
| 4       | Italia          | 81.926  | 2       |          |
| 5       | Francia         | 61.164  | 2       |          |
| 6       | Países Bajos    | 59.900  | 2       | +1 (UCL) |
| 7       | Portugal        | 56.216  | 2       |          |
| 8       | Bélgica         | 42.200  | 2       | +1 (UCL) |
| 9       | Escocia         | 36.400  | 2       | +1 (UCL) |
| 10      | Austria         | 34.000  | 2       |          |
| 11      | Serbia          | 32.375  | 2       | +1 (UCL) |
| 12      | Turquía         | 32.100  | 2       | +2 (UCL) |
| 13      | Suiza           | 31.675  | 1       | +1 (UCL) |
| 14      | Ucrania         | 29.500  | 1       | +1 (UCL) |
| 15      | República Checa | 29.050  | 1       | +1 (UCL) |
| 16      | Noruega         | 29.000  | 1       | +1 (UCL) |
| 17      | Dinamarca       | 27.825  | 1       | +1 (UCL) |
| 18      | Rusia           | 26.215  | 0       |          |
| 19      | Croacia         | 25.400  | 1       |          |

| Clasif. | Asociación    | Coef.  | Equipos | Notas              |
| ------- | ------------- | ------ | ------- | ------------------ |
| 20      | Grecia        | 25.225 | 1       | +1 (UECL) +1 (UCL) |
| 21      | Israel        | 25.000 | 1       | +1 (UCL)           |
| 22      | Chipre        | 24.475 | 1       | +1 (UCL)           |
| 23      | Suecia        | 23.750 | 1       | +1 (UCL)           |
| 24      | Polonia       | 20.750 | 1       | +1 (UCL)           |
| 25      | Hungría       | 20.625 | 1       | +1 (UCL)           |
| 26      | Rumania       | 20.500 | 1       | +1 (UCL)           |
| 27      | Bulgaria      | 20.000 | 1       | +1 (UCL)           |
| 28      | Eslovaquia    | 19.750 | 1       |                    |
| 29      | Azerbaiyán    | 16.625 | 1       | +1 (UCL)           |
| 30      | Kazajistán    | 12.625 | 1       |                    |
| 31      | Eslovenia     | 12.500 | 1       | +1 (UCL)           |
| 32      | Moldavia      | 12.250 | 1       | +1 (UCL)           |
| 33      | Kosovo        | 11.041 | 1       |                    |
| 34      | Liechtenstein | 11.000 | 0       |                    |
| 35      | Letonia       | 10.625 | 0       | +1 (UCL)           |
| 36      | Irlanda       | 10.375 | 0       | +1 (UCL)           |
| 37      | Finlandia     | 10.250 | 0       |                    |

| Clasif. | Asociación           | Coef.  | Equipos | Notas    |
| ------- | -------------------- | ------ | ------- | -------- |
| 38      | Lituania             | 10.000 | 0       | +1 (UCL) |
| 39      | Armenia              | 9.875  | 0       |          |
| 40      | Bielorrusia          | 9.875  | 0       | +1 (UCL) |
| 41      | Bosnia y Herzegovina | 9.750  | 0       | +1 (UCL) |
| 42      | Luxemburgo           | 9.000  | 0       |          |
| 43      | Islas Feroe          | 8.750  | 0       | +1 (UCL) |
| 44      | Irlanda del Norte    | 8.583  | 0       |          |
| 45      | Malta                | 8.250  | 0       |          |
| 46      | Georgia              | 8.000  | 0       |          |
| 47      | Estonia              | 7.582  | 0       |          |
| 48      | Islandia             | 7.250  | 0       |          |
| 49      | Albania              | 6.250  | 0       |          |
| 50      | Gales                | 6.166  | 0       | +1 (UCL) |
| 51      | Gibraltar            | 5.791  | 0       | +1 (UCL) |
| 52      | Macedonia del Norte  | 5.500  | 0       |          |
| 53      | Andorra              | 5.165  | 0       | +1 (UCL) |
| 54      | Montenegro           | 4.750  | 0       |          |
| 55      | San Marino           | 1.999  | 0       |          |

### Distribución
Los equipos accederán de acuerdo con la lista de acceso.
|                                            |                                            | Equipos que entran en esta fase | Equipos que provienen de la fase anterior | Equipos transferidos de la Liga de Campeones |
| ------------------------------------------ | ------------------------------------------ | --- | --- | --- |
| Primera ronda clasificatoria (12 equipos)  | Primera ronda clasificatoria (12 equipos)  | - 12 ganadores de copa nacionales de las asociaciones 22 a 33 | | |
| Segunda ronda clasificatoria (18 equipos)  | Segunda ronda clasificatoria (18 equipos)  | - 5 ganadores de copa nacional de las asociación 16 a 21 (exccepto Rusia) - 6 equipos en tercer lugar de las asociación 7 a 12 - 1 equipos en cuarto lugar de la asociación 6 | - 6 ganadores de la primera ronda clasificatoria                                                                                             | |
| Tercera ronda clasificatoria (24 equipos)  | Ruta de Campeones (12 equipos)             | | | - 12 perdedores de la Ruta de Campeones de la segunda ronda clasificatoria de la Liga de Campeones |
| Tercera ronda clasificatoria (24 equipos)  | Ruta de Liga (14 equipos)                  | - 3 ganadores de copa nacionales de las asociaciones 13 a 15 | - 9 ganadores de la Ruta de Liga de la segunda ronda clasificatoria                                                                          | - 2 perdedores de la Ruta de Liga de la segunda ronda clasificatoria de la Liga de Campeones |
| Ronda de play-off (24 equipos)             | Ronda de play-off (24 equipos)             | - 5 ganadores de copa nacionales de las asociaciones 8 a 12 | - 6 ganadores de la Ruta de Campeones de la tercera ronda clasificatoria - 7 ganadores de la Ruta de Liga de la tercera ronda clasificatoria | - 6 perdedores de la Ruta de Campeones de la tercera ronda clasificatoria de la Liga de Campeones |
| Fase de liga (36 equipos)                  | Fase de liga (36 equipos)                  | - 1 campeón de la Liga Europa Conferencia de la UEFA 2023-24 - 7 ganadores de copa nacionales de las asociaciones 1 a 7 - 5 equipos en quinto lugar de las asociaciones 1 a 5 | - 12 ganadores de la ronda de play-off | - 5 perdedores de la ronda de play-off de la Liga de Campeones (Ruta de Campeones) - 2 perdedores de la ronda de play-off de la Liga de Campeones (Ruta de Liga) - 4 perdedores de la tercera ronda clasificatoria de la Liga de Campeones (Ruta de Liga) |
| Ronda eliminatoria preliminar (16 equipos) | Ronda eliminatoria preliminar (16 equipos) | | - 16 equipos clasificados del 9 al 24 de la fase de Liga                                                                                     | |
| Fase eliminatoria (16 equipos)             | Fase eliminatoria (16 equipos)             | | - 8 equipos clasificados del 1 al 8 de la fase de Liga - 8 ganadores de la ronda preliminar                                                  | |

Debido a la suspensión de Rusia para la temporada europea 2024-25, se realizaron los siguientes cambios en la lista de acceso:
- El campeón de copa de la asociación 16 (Noruega) ingresó en la segunda ronda de clasificación en lugar de la primera ronda de clasificación.

Dado que el campeón de la Liga Europa de la UEFA (Atalanta) se clasificó para la Fase de liga de la Liga de Campeones a través de su liga nacional, se realizaron los siguientes cambios en la lista de acceso:
- Los campeones de copa de las asociaciones 17 a 21 (excluyendo Rusia) (Dinamarca, Croacia, Grecia e Israel) ingresaron en la segunda ronda de clasificación en lugar de la primera ronda de clasificación.

## Equipos
- LEC: Campeón vigente de la Liga Conferencia de la UEFA
- CC: Campeón de copa
- N.º: Posición de liga
- LC: Procedente de la Liga de Campeones
  - PO: Perdedor de la Ronda de play-Off
  - 3R: Perdedor de la Tercera ronda previa
  - 2R: Perdedor de la Segunda ronda previa

| Fase de liga                 | Fase de liga            | Fase de liga               | Fase de liga                  |
| ---------------------------- | ----------------------- | -------------------------- | ----------------------------- |
| Olympiakos (LEC)             | Roma (6.º)              | Galatasaray (LC PO)        | Union Saint-Gilloise (LC 3R)  |
| Manchester United (CC)       | Lazio (7.º)             | Qarabağ (LC PO)            | Fenerbahçe (LC 3R)            |
| Tottenham Hotspur (5.º)      | Niza (5.º)              | Midtjylland (LC PO)        | Rangers (LC 3R)               |
| Athletic Club (CC)           | Olympique de Lyon (6.º) | Bodø/Glimt (LC PO)         | Twente (LC 3R)                |
| Real Sociedad (6.º)          | AZ Alkmaar (4.º)        | Malmö (LC PO)              |                               |
| Eintracht Fráncfort (6.º)    | Porto (CC)              | Slavia Praga (LC PO)       |                               |
| Hoffenheim (7.º)             |                         | Dinamo Kiev (LC PO)        |                               |
| Ronda de play-off            |                         |                            |                               |
| Anderlecht (3.º)             | TSC (3.º)               | Ludogorets Razgrad (LC 3R) | PAOK (LC 3R)                  |
| Heart of Midlothian (3.º)    | Beşiktaş (CC)           | APOEL (LC 3R)              | Ferencváros (LC 3R)           |
| LASK (3.º)                   |                         | FCSB (LC 3R)               | Jagiellonia Białystok (LC 3R) |
| Tercera ronda clasificatoria |                         |                            |                               |
| Ruta de Campeones            | Ruta de Campeones       | Ruta de Campeones          | Ruta de Liga                  |
| Dinamo Minsk (LC 2R)         | RFS (LC 2R)             | Celje (LC 2R)              | Servette (CC)                 |
| Petrocub Hîncești (LC 2R)    | KÍ Klaksvik (LC 2R)     | Panevėžys (LC 2R)          | Kryvbas Kryvyi Rih (3.º)      |
| The New Saints (LC 2R)       | Shamrock Rovers (LC 2R) | Lincoln Red Imps (LC 2R)   | Viktoria Pilsen (3.º)         |
| Borac Banja Luka (LC 2R)     | UE Santa Coloma (LC 2R) | Maccabi Tel Aviv (LC 2R)   | Lugano (LC 2R)                |
|                              |                         |                            | Partizán (LC 2R)              |
| Segunda ronda clasificatoria |                         |                            |                               |
| Ajax (5.º)                   | Kilmarnock (4.º)        | Trabzonspor (3.º)          | Rijeka (2.º)                  |
| Sporting Braga (4.º)         | Rapid Viena (4.º)       | Molde (CC)                 | Panathinaikos (CC)            |
| Círculo de Brujas (4.º)      | Vojvodina (4.º)         | Silkeborg (CC)             | Maccabi Petah-Tikvah (CC)     |
| Primera ronda clasificatoria |                         |                            |                               |
| Pafos (CC)                   | Paksi (CC)              | Ružomberok (CC)            | Maribor (2.º)                 |
| Elfsborg (2.º)               | Corvinul Hunedoara (CC) | Zira (2.º)                 | Sheriff Tiraspol (2.º)        |
| Wisła Cracovia (CC)          | Botev Plovdiv (CC)      | Tobol (CC)                 | Llapi (2.º)                   |

## Calendario
El calendario de la competición es el siguiente. Todos los sorteos se celebraron en la sede de la UEFA en Nyon (Suiza).
| Fase              | Ronda             | Sorteo                | Ida                         | Vuelta                      |
| ----------------- | ----------------- | --------------------- | --------------------------- | --------------------------- |
| Clasificación     | Primera ronda     | 18 de junio de 2024   | 11 de julio de 2024         | 18 de julio de 2024         |
| Clasificación     | Segunda ronda     | 19 de junio de 2024   | 25 de julio de 2024         | 1 de agosto de 2024         |
| Clasificación     | Tercera ronda     | 22 de julio de 2024   | 8 de agosto de 2024         | 15 de agosto de 2024        |
| Play-off          | Ronda de play-off | 5 de agosto de 2024   | 22 de agosto de 2024        | 29 de agosto de 2024        |
| Fase de liga      | Jornada 1         | 30 de agosto de 2024  | 25–26 de septiembre de 2024 | 25–26 de septiembre de 2024 |
| Fase de liga      | Jornada 2         | 30 de agosto de 2024  | 3 de octubre de 2024        | 3 de octubre de 2024        |
| Fase de liga      | Jornada 3         | 30 de agosto de 2024  | 24 de octubre de 2024       | 24 de octubre de 2024       |
| Fase de liga      | Jornada 4         | 30 de agosto de 2024  | 7 de noviembre de 2024      | 7 de noviembre de 2024      |
| Fase de liga      | Jornada 5         | 30 de agosto de 2024  | 28 de noviembre de 2024     | 28 de noviembre de 2024     |
| Fase de liga      | Jornada 6         | 30 de agosto de 2024  | 12 de diciembre de 2024     | 12 de diciembre de 2024     |
| Fase de liga      | Jornada 7         | 30 de agosto de 2024  | 23 de enero de 2025         | 23 de enero de 2025         |
| Fase de liga      | Jornada 8         | 30 de agosto de 2024  | 30 de enero de 2025         | 30 de enero de 2025         |
| Fase eliminatoria | Play-offs         | 31 de enero de 2025   | 13 de febrero de 2025       | 20 de febrero de 2025       |
| Fase eliminatoria | Octavos           | 21 de febrero de 2025 | 6 de marzo de 2025          | 13 de marzo de 2025         |
| Fase eliminatoria | Cuartos           | 21 de febrero de 2025 | 10 de abril de 2025         | 17 de abril de 2025         |
| Fase eliminatoria | Semifinales       | 21 de febrero de 2025 | 1 de mayo de 2025           | 8 de mayo de 2025           |
| Fase eliminatoria | Final             | 21 de febrero de 2025 | 21 de mayo de 2025          | 21 de mayo de 2025          |

## Fase clasificatoria

### Primera ronda clasificatoria
Un total de 12 equipos participaron en la primera ronda de clasificación.
| Primera ronda clasificatoria | Primera ronda clasificatoria | Primera ronda clasificatoria | Primera ronda clasificatoria |
| ---------------------------- | ---------------------------- | ---------------------------- | ---------------------------- |
| Pafos (CC)                   | Paksi (CC)                   | Ružomberok (CC)              | Maribor (2.º)                |
| Elfsborg (2.º)               | Corvinul Hunedoara (CC)      | Zira (2.º)                   | Sheriff Tiraspol (2.º)       |
| Wisła Cracovia (CC)          | Botev Plovdiv (CC)           | Tobol (CC)                   | Llapi (2.º)                  |

| Equipo 1         | Agr.         | Equipo 2           | Ida | Vuelta |
| ---------------- | ------------ | ------------------ | --- | ------ |
| Botev Plovdiv    | 4–3          | Maribor            | 2–1 | 2–2    |
| Elfsborg         | 8–2          | Pafos              | 3–0 | 5–2    |
| Paksi            | 2–4          | Corvinul Hunedoara | 0–4 | 2–0    |
| Sheriff Tiraspol | 2–2 (5:4 p.) | Zira               | 0–1 | 2–1    |
| Wisła Cracovia   | 4–1          | Llapi              | 2–0 | 2–1    |
| Ružomberok       | 5–3          | Tobol              | 5–2 | 0–1    |

### Segunda ronda clasificatoria
Un total de 18 equipos participaron en la segunda ronda de clasificación.
| Segunda ronda clasificatoria | Segunda ronda clasificatoria | Segunda ronda clasificatoria |
| ---------------------------- | ---------------------------- | ---------------------------- |
| Ajax (5.º)                   | Trabzonspor (3.º)            | Elfsborg (2.º)               |
| Sporting Braga (4.º)         | Molde (CC)                   | Wisła Cracovia (CC)          |
| Cercle Brugge (4.º)          | Silkeborg (CC)               | Corvinul Hunedoara (CC)      |
| Kilmarnock (4.º)             | Rijeka (2.º)                 | Botev Plovdiv (CC)           |
| Rapid Viena (4.º)            | Panathinaikos (CC)           | Ružomberok (CC)              |
| Vojvodina (4.º)              | Maccabi Petah-Tikvah (CC)    | Sheriff Tiraspol (2.º)       |

| Equipo 1           | Agr. | Equipo 2             | Ida | Vuelta |
| ------------------ | ---- | -------------------- | --- | ------ |
| Ajax               | 4–1  | Vojvodina            | 1–0 | 3–1    |
| Ružomberok         | 0–3  | Trabzonspor          | 0–2 | 0–1    |
| Wisła Cracovia     | 2–8  | Rapid Viena          | 1–2 | 1–6    |
| Kilmarnock         | 1–2  | Círculo de Brujas    | 1–1 | 0–1    |
| Molde              | 5–4  | Silkeborg            | 3–1 | 2–3    |
| Corvinul Hunedoara | 0–1  | Rijeka               | 0–0 | 0–1    |
| Sporting Braga     | 7–0  | Maccabi Petah-Tikvah | 2–0 | 5–0    |
| Panathinaikos      | 6–1  | Botev Plovdiv        | 2–1 | 4–0    |
| Sheriff Tiraspol   | 0–3  | Elfsborg             | 0–1 | 0–2    |

### Tercera ronda clasificatoria
Un total de 26 equipos participaron en la tercera ronda de clasificación, de los cuales 9 proceden de la ronda anterior. Esta ronda se divide en dos secciones: la ruta de campeones (para los campeones de liga) y la ruta de liga (para los campeones de copa y para los no campeones de liga).

#### Ruta de Campeones
| Tercera ronda clasificatoria | Tercera ronda clasificatoria | Tercera ronda clasificatoria | Tercera ronda clasificatoria |
| ---------------------------- | ---------------------------- | ---------------------------- | ---------------------------- |
| Maccabi Tel-Aviv (1.º)       | RFS (1.º)                    | Dinamo Minsk (1.º)           | The New Saints (1.º)         |
| Celje (1.º)                  | Shamrock Rovers (1.º)        | Borac Banja Luka (1.º)       | Lincoln Red Imps (1.º)       |
| Petrocub Hîncești (1.º)      | Panevėžys (1.º)              | KÍ Klaksvik (1.º)            | UE Santa Coloma (1.º)        |

#### Ruta de Liga
| Tercera ronda clasificatoria | Tercera ronda clasificatoria |
| ---------------------------- | ---------------------------- |
| Ajax (5.º)                   | Lugano (2.º)                 |
| Sporting Braga (4.º)         | Kryvbas Kryvyi Rih (3.º)     |
| Cercle Brugge (4.º)          | Viktoria Plzeň (3.º)         |
| Rapid Viena (4.º)            | Molde (CC)                   |
| Partizán (2.º)               | Rijeka (2.º)                 |
| Trabzonspor (3.º)            | Panathinaikos (CC)           |
| Servette FC (CC)             | Elfsborg (2.º)               |

| Equipo 1          | Agr. | Equipo 2         | Ida | Vuelta |
| ----------------- | ---- | ---------------- | --- | ------ |
| KÍ Klaksvik       | 3–4  | Borac Banja Luka | 2–1 | 1–3    |
| UE Santa Coloma   | 0–9  | RFS              | 0–2 | 0–7    |
| Celje             | 2–3  | Shamrock Rovers  | 1–0 | 1–3    |
| Panevėžys         | 1–5  | Maccabi Tel Aviv | 1–2 | 0–3    |
| Petrocub Hîncești | 1–0  | The New Saints   | 1–0 | 0–0    |
| Dinamo Minsk      | 3–2  | Lincoln Red Imps | 2–0 | 1–2    |

| Equipo 1           | Agr.           | Equipo 2          | Ida | Vuelta |
| ------------------ | -------------- | ----------------- | --- | ------ |
| Partizán           | 2–3            | Lugano            | 0–1 | 2–2    |
| Molde              | 3–1            | Círculo de Brujas | 3–0 | 0–1    |
| Panathinaikos      | 1–1 (12:13 p.) | Ajax              | 0–1 | 1–0    |
| Trabzonspor        | 0–3            | Rapid Viena       | 0–1 | 0–2    |
| Sporting Braga     | 2–1            | Servette          | 0–0 | 2–1    |
| Rijeka             | 1–3            | Elfsborg          | 1–1 | 0–2    |
| Kryvbas Kryvyi Rih | 1–3            | Viktoria Pilsen   | 1–2 | 0–1    |

### Ronda de Play-Off
Un total de 24 equipos participaron en la cuarta ronda de clasificación.
| Play-Off                  | Play-Off              | Play-Off                    | Play-Off                 |
| ------------------------- | --------------------- | --------------------------- | ------------------------ |
| Ajax (5.º)                | TSC (3.º)             | Maccabi Tel-Aviv (1.º)      | Ludogorets Razgrad (1.º) |
| Sporting Braga (4.º)      | Beşiktaş (CC)         | APOEL (1.º)                 | Petrocub Hîncești (1.º)  |
| Anderlecht (3.º)          | Lugano (2.º)          | Elfsborg (2.º)              | RFS (1.º)                |
| Heart of Midlothian (3.º) | Viktoria Pilsen (3.º) | Jagiellonia Białystok (1.º) | Shamrock Rovers (1.º)    |
| LASK (3.º)                | Molde (CC)            | Ferencváros (1.º)           | Dinamo Minsk (1.º)       |
| Rapid Viena (4.º)         | PAOK (1.º)            | FCSB (1.º)                  | Borac Banja Luka (1.º)   |

| Equipo 1              | Agr.         | Equipo 2            | Ida | Vuelta |
| --------------------- | ------------ | ------------------- | --- | ------ |
| Dinamo Minsk          | 0–2          | Anderlecht          | 0–1 | 0–1    |
| Jagiellonia Białystok | 1–7          | Ajax                | 1–4 | 0–3    |
| Ludogorets Razgrad    | 6–1          | Petrocub Hîncești   | 4–0 | 2–1    |
| Lugano                | 4–8          | Beşiktaş            | 3–3 | 1–5    |
| LASK                  | 1–2          | FCSB                | 1–1 | 0–1    |
| RFS                   | 3–3 (4–2 p.) | APOEL               | 2–1 | 1–2    |
| Maccabi Tel Aviv      | 8–1          | TSC                 | 3–0 | 5–1    |
| PAOK                  | 6–0          | Shamrock Rovers     | 4–0 | 2–0    |
| Ferencváros           | 1–1 (3–2 p.) | Borac Banja Luka    | 0–0 | 1–1    |
| Molde                 | 1–1 (2–4 p.) | Elfsborg            | 0–1 | 1–0    |
| Sporting Braga        | 4–3          | Rapid Viena         | 2–1 | 2–2    |
| Viktoria Pilsen       | 2–0          | Heart of Midlothian | 1–0 | 1–0    |

## Fase de Liga
La posición de los equipos y la distribución en los distintos bombos queda determinada únicamente por el coeficiente UEFA. Cada equipo participante en esta fase se enfrentó a ocho equipos distintos, pertenecientes dos de ellos a cada bombo, y disputó la mitad de esos partidos como local y la otra mitad como visitante.
- LEC: Vigente Campeón de Liga Conferencia

| Bombo 1 | Bombo 2 | Bombo 3 | Bombo 4 |
| --- | --- | --- | --- |
| Roma CC: 101.000 Manchester United CC: 92.000 Porto CC: 77.000 Ajax CC: 67.000 Rangers CC: 63.000 Eintracht Fráncfort CC: 60.000 Lazio CC: 54.000 Tottenham Hotspur CC: 54.000 Slavia Praga CC: 53.000 | Real Sociedad CC: 51.000 AZ Alkmaar CC: 50.000 Sporting Braga CC: 49.000 Olympiakos LEC CC: 48.000 Olympique de Lyon CC: 44.000 PAOK CC: 37.000 Fenerbahçe CC: 36.000 Maccabi Tel Aviv CC: 35.500 Ferencváros CC: 35.000 | Qarabağ CC: 33.000 Galatasaray CC: 31.500 Viktoria Pilsen CC: 28.000 Bodø/Glimt CC: 28.000 Union Saint-Gilloise CC: 27.000 Dinamo Kiev CC: 26.500 Ludogorets Razgrad CC: 26.000 Midtjylland CC: 25.500 Malmö CC: 18.500 | Athletic Club CC: 17.897 Hoffenheim CC: 17.324 Niza CC: 17.000 Anderlecht CC: 14.500 Twente CC: 12.260 Beşiktaş CC: 12.000 FCSB CC: 10.500 RFS CC: 8.000 Elfsborg CC: 4.300 |

### Clasificación
| Pos. | Equipo               | Pts. | PJ | G | E | P | GF | GC | Dif. | Clasificación                                          |
| ---- | -------------------- | ---- | -- | - | - | - | -- | -- | ---- | ------------------------------------------------------ |
| 1    | Lazio                | 19   | 8  | 6 | 1 | 1 | 17 | 5  | +12  | Clasificado a los octavos de final                     |
| 2    | Athletic Club        | 19   | 8  | 6 | 1 | 1 | 15 | 7  | +8   | Clasificado a los octavos de final                     |
| 3    | Manchester United    | 18   | 8  | 5 | 3 | 0 | 16 | 9  | +7   | Clasificado a los octavos de final                     |
| 4    | Tottenham Hotspur    | 17   | 8  | 5 | 2 | 1 | 17 | 9  | +8   | Clasificado a los octavos de final                     |
| 5    | Eintracht Fráncfort  | 16   | 8  | 5 | 1 | 2 | 14 | 10 | +4   | Clasificado a los octavos de final                     |
| 6    | Olympique de Lyon    | 15   | 8  | 4 | 3 | 1 | 16 | 8  | +8   | Clasificado a los octavos de final                     |
| 7    | Olympiakos           | 15   | 8  | 4 | 3 | 1 | 9  | 3  | +6   | Clasificado a los octavos de final                     |
| 8    | Rangers              | 14   | 8  | 4 | 2 | 2 | 16 | 10 | +6   | Clasificado a los octavos de final                     |
| 9    | Bodø/Glimt           | 14   | 8  | 4 | 2 | 2 | 14 | 11 | +3   | Clasificado a la ronda preliminar (cabeza de serie)    |
| 10   | Anderlecht           | 14   | 8  | 4 | 2 | 2 | 14 | 12 | +2   | Clasificado a la ronda preliminar (cabeza de serie)    |
| 11   | Steaua de Bucarest   | 14   | 8  | 4 | 2 | 2 | 10 | 9  | +1   | Clasificado a la ronda preliminar (cabeza de serie)    |
| 12   | Ajax                 | 13   | 8  | 4 | 1 | 3 | 16 | 8  | +8   | Clasificado a la ronda preliminar (cabeza de serie)    |
| 13   | Real Sociedad        | 13   | 8  | 4 | 1 | 3 | 13 | 9  | +4   | Clasificado a la ronda preliminar (cabeza de serie)    |
| 14   | Galatasaray          | 13   | 8  | 3 | 4 | 1 | 19 | 16 | +3   | Clasificado a la ronda preliminar (cabeza de serie)    |
| 15   | Roma                 | 12   | 8  | 3 | 3 | 2 | 10 | 6  | +4   | Clasificado a la ronda preliminar (cabeza de serie)    |
| 16   | Viktoria Pilsen      | 12   | 8  | 3 | 3 | 2 | 13 | 12 | +1   | Clasificado a la ronda preliminar (cabeza de serie)    |
| 17   | Ferencváros          | 12   | 8  | 4 | 0 | 4 | 15 | 15 | 0    | Clasificado a la ronda preliminar (no cabeza de serie) |
| 18   | Porto                | 11   | 8  | 3 | 2 | 3 | 13 | 11 | +2   | Clasificado a la ronda preliminar (no cabeza de serie) |
| 19   | AZ Alkmaar           | 11   | 8  | 3 | 2 | 3 | 13 | 13 | 0    | Clasificado a la ronda preliminar (no cabeza de serie) |
| 20   | Midtjylland          | 11   | 8  | 3 | 2 | 3 | 9  | 9  | 0    | Clasificado a la ronda preliminar (no cabeza de serie) |
| 21   | Union Saint-Gilloise | 11   | 8  | 3 | 2 | 3 | 8  | 8  | 0    | Clasificado a la ronda preliminar (no cabeza de serie) |
| 22   | PAOK                 | 10   | 8  | 3 | 1 | 4 | 12 | 10 | +2   | Clasificado a la ronda preliminar (no cabeza de serie) |
| 23   | Twente               | 10   | 8  | 2 | 4 | 2 | 8  | 9  | −1   | Clasificado a la ronda preliminar (no cabeza de serie) |
| 24   | Fenerbahçe           | 10   | 8  | 2 | 4 | 2 | 9  | 11 | −2   | Clasificado a la ronda preliminar (no cabeza de serie) |
| 25   | Sporting Braga       | 10   | 8  | 3 | 1 | 4 | 9  | 12 | −3   | Eliminado de la competición                            |
| 26   | Elfsborg             | 10   | 8  | 3 | 1 | 4 | 9  | 14 | −5   | Eliminado de la competición                            |
| 27   | Hoffenheim           | 9    | 8  | 2 | 3 | 3 | 11 | 14 | −3   | Eliminado de la competición                            |
| 28   | Beşiktaş             | 9    | 8  | 3 | 0 | 5 | 10 | 15 | −5   | Eliminado de la competición                            |
| 29   | Maccabi Tel Aviv     | 6    | 8  | 2 | 0 | 6 | 8  | 17 | −9   | Eliminado de la competición                            |
| 30   | Slavia Praga         | 5    | 8  | 1 | 2 | 5 | 7  | 11 | −4   | Eliminado de la competición                            |
| 31   | Malmö                | 5    | 8  | 1 | 2 | 5 | 10 | 17 | −7   | Eliminado de la competición                            |
| 32   | RFS                  | 5    | 8  | 1 | 2 | 5 | 6  | 13 | −7   | Eliminado de la competición                            |
| 33   | Ludogorets Razgrad   | 4    | 8  | 0 | 4 | 4 | 4  | 11 | −7   | Eliminado de la competición                            |
| 34   | Dinamo Kiev          | 4    | 8  | 1 | 1 | 6 | 5  | 18 | −13  | Eliminado de la competición                            |
| 35   | Niza                 | 3    | 8  | 0 | 3 | 5 | 7  | 16 | −9   | Eliminado de la competición                            |
| 36   | Qarabağ              | 3    | 8  | 1 | 0 | 7 | 6  | 20 | −14  | Eliminado de la competición                            |

Actualizado a los partidos jugados el 30 de enero de 2025.
 Fuente: UEFA Europa League
Criterios de clasificación: Puntos · Diferencia de goles · Goles a favor · Goles a favor como visitante · Victorias · Victorias como visitante · Puntos en enfrentamientos directos · Diferencia de goles en enfrentamientos directos · Goles a favor en enfrentamientos directos · Fair Play · Coeficiente de clubes

### Resultados
| Jornada 1           | Jornada 1 | Jornada 1            | Jornada 1                 | Jornada 1        | Jornada 1 | Jornada 1    |
| Local               | Resultado | Visitante            | Estadio                   | Fecha            | Hora      | Espectadores |
| ------------------- | --------- | -------------------- | ------------------------- | ---------------- | --------- | ------------ |
| AZ Alkmaar          | 3 – 2     | Elfsborg             | AFAS Stadion              | 25 de septiembre | 18:45     | 16 371       |
| Bodø/Glimt          | 3 – 2     | Porto                | Aspmyra Stadion           | 25 de septiembre | 18:45     | 7 587        |
| Anderlecht          | 2 – 1     | Ferencváros          | Lotto Park                | 25 de septiembre | 21:00     | 15 417       |
| Dinamo Kiev         | 0 – 3     | Lazio                | Volksparkstadion          | 25 de septiembre | 21:00     | 7 751        |
| Galatasaray         | 3 – 1     | PAOK                 | Nef Stadium               | 25 de septiembre | 21:00     | 50 700       |
| Ludogorets Razgrad  | 0 – 2     | Slavia Praga         | Huvepharma Arena          | 25 de septiembre | 21:00     | 4 761        |
| Manchester United   | 1 – 1     | Twente               | Old Trafford              | 25 de septiembre | 21:00     | 73 069       |
| Midtjylland         | 1 – 1     | Hoffenheim           | MCH Arena                 | 25 de septiembre | 21:00     | 8 561        |
| Niza                | 1 – 1     | Real Sociedad        | Allianz Riviera           | 25 de septiembre | 21:00     | 20 545       |
| Fenerbahçe          | 2 – 1     | Union Saint-Gilloise | Şükrü Saracoğlu           | 26 de septiembre | 18:45     | 31 760       |
| Malmö               | 0 – 2     | Rangers              | Swedbank Stadion          | 26 de septiembre | 18:45     | 20 021       |
| Ajax                | 4 – 0     | Beşiktaş             | Johan Cruyff Arena        | 26 de septiembre | 21:00     | 54 010       |
| Eintracht Fráncfort | 3 – 3     | Viktoria Pilsen      | Deutsche Bank Park        | 26 de septiembre | 21:00     | 56 500       |
| FCSB                | 4 – 1     | RFS                  | Național Bucarest Arena   | 26 de septiembre | 21:00     | 34 257       |
| Olympique de Lyon   | 2 – 0     | Olympiakos           | Groupama Stadium          | 26 de septiembre | 21:00     | 24 412       |
| Roma                | 1 – 1     | Athletic Club        | Olímpico de Roma          | 26 de septiembre | 21:00     | 63 072       |
| Sporting Braga      | 2 – 1     | Maccabi Tel Aviv     | Municipal de Braga        | 26 de septiembre | 21:00     | 10 519       |
| Tottenham Hotspur   | 3 – 0     | Qarabağ              | Tottenham Hotspur Stadium | 26 de septiembre | 21:00     | 51 757       |

| Jornada 2            | Jornada 2 | Jornada 2           | Jornada 2            | Jornada 2    | Jornada 2 | Jornada 2    |
| Local                | Resultado | Visitante           | Estadio              | Fecha        | Hora      | Espectadores |
| -------------------- | --------- | ------------------- | -------------------- | ------------ | --------- | ------------ |
| Ferencváros          | 1 – 2     | Tottenham Hotspur   | Groupama Arena       | 3 de octubre | 18:45     | 20 795       |
| Hoffenheim           | 2 – 0     | Dinamo Kiev         | Rhein-Neckar-Arena   | 3 de octubre | 18:45     | 20 351       |
| Lazio                | 4 – 1     | Niza                | Olímpico de Roma     | 3 de octubre | 18:45     | 27 314       |
| Maccabi Tel Aviv     | 0 – 2     | Midtjylland         | Partizán             | 3 de octubre | 18:45     | 200          |
| Olympiakos           | 3 – 0     | Sporting Braga      | Georgios Karaiskakis | 3 de octubre | 18:45     | 30 301       |
| Qarabağ              | 1 – 2     | Malmö               | Tofiq Bəhramov       | 3 de octubre | 18:45     | 28 234       |
| Real Sociedad        | 1 – 2     | Anderlecht          | Reale Arena          | 3 de octubre | 18:45     | 30 985       |
| RFS                  | 2 – 2     | Galatasaray         | Daugava              | 3 de octubre | 18:45     | 8 502        |
| Slavia Praga         | 1 – 1     | Ajax                | Fortuna Arena        | 3 de octubre | 18:45     | 19 296       |
| Athletic Club        | 2 – 0     | AZ Alkmaar          | San Mamés            | 3 de octubre | 21:00     | 40 328       |
| Beşiktaş             | 1 – 3     | Eintracht Fráncfort | Vodafone Park        | 3 de octubre | 21:00     | 35 305       |
| Elfsborg             | 1 – 0     | Roma                | Borås Arena          | 3 de octubre | 21:00     | 11 978       |
| PAOK                 | 0 – 1     | FCSB                | La Tumba             | 3 de octubre | 21:00     | 14 340       |
| Porto                | 3 – 3     | Manchester United   | Do Dragão            | 3 de octubre | 21:00     | 49 211       |
| Rangers              | 1 – 4     | Olympique de Lyon   | Ibrox Stadium        | 3 de octubre | 21:00     | 41 981       |
| Twente               | 1 – 1     | Fenerbahçe          | De Grolsch Veste     | 3 de octubre | 21:00     | 29 000       |
| Union Saint-Gilloise | 0 – 0     | Bodø/Glimt          | Rey Balduino         | 3 de octubre | 21:00     | 5 576        |
| Viktoria Pilsen      | 0 – 0     | Ludogorets Razgrad  | Doosan Arena         | 3 de octubre | 21:00     | 10 317       |

| Jornada 3           | Jornada 3 | Jornada 3            | Jornada 3                 | Jornada 3     | Jornada 3 | Jornada 3    |
| Local               | Resultado | Visitante            | Estadio                   | Fecha         | Hora      | Espectadores |
| ------------------- | --------- | -------------------- | ------------------------- | ------------- | --------- | ------------ |
| Galatasaray         | 4 – 3     | Elfsborg             | Nef Stadium               | 23 de octubre | 16:30     | 36 938       |
| Sporting Braga      | 1 – 2     | Bodø/Glimt           | Municipal de Braga        | 23 de octubre | 16:30     | 8 253        |
| Eintracht Fráncfort | 1 – 0     | RFS                  | Deutsche Bank Park        | 24 de octubre | 18:45     | 56 600       |
| Ferencváros         | 1 – 0     | Niza                 | Groupama Arena            | 24 de octubre | 18:45     | 18 371       |
| Maccabi Tel Aviv    | 1 – 2     | Real Sociedad        | Partizán                  | 24 de octubre | 18:45     | 429          |
| Midtjylland         | 1 – 0     | Union Saint-Gilloise | MCH Arena                 | 24 de octubre | 18:45     | 8 491        |
| PAOK                | 2 – 2     | Viktoria Pilsen      | La Tumba                  | 24 de octubre | 18:45     | 16 144       |
| Qarabağ             | 0 – 3     | Ajax                 | Tofiq Bəhramov            | 24 de octubre | 18:45     | 27 520       |
| Roma                | 1 – 0     | Dinamo Kiev          | Olímpico de Roma          | 24 de octubre | 18:45     | 61 624       |
| Anderlecht          | 2 – 0     | Ludogorets Razgrad   | Lotto Park                | 24 de octubre | 21:00     | 18 000       |
| Athletic Club       | 1 – 0     | Slavia Praga         | San Mamés                 | 24 de octubre | 21:00     | 47 776       |
| Fenerbahçe          | 1 – 1     | Manchester United    | Şükrü Saracoğlu           | 24 de octubre | 21:00     | 41 443       |
| Malmö               | 0 – 1     | Olympiakos           | Swedbank Stadion          | 24 de octubre | 21:00     | 19 478       |
| Olympique de Lyon   | 0 – 1     | Beşiktaş             | Groupama Stadium          | 24 de octubre | 21:00     | 27 350       |
| Porto               | 2 – 0     | Hoffenheim           | Do Dragão                 | 24 de octubre | 21:00     | 39 203       |
| Rangers             | 4 – 0     | FCSB                 | Ibrox Stadium             | 24 de octubre | 21:00     | 41 191       |
| Tottenham Hotspur   | 1 – 0     | AZ Alkmaar           | Tottenham Hotspur Stadium | 24 de octubre | 21:00     | 53 438       |
| Twente              | 0 – 2     | Lazio                | De Grolsch Veste          | 24 de octubre | 21:00     | 29 500       |

| Jornada 4            | Jornada 4 | Jornada 4         | Jornada 4               | Jornada 4      | Jornada 4 | Jornada 4    |
| Local                | Resultado | Visitante         | Estadio                 | Fecha          | Hora      | Espectadores |
| -------------------- | --------- | ----------------- | ----------------------- | -------------- | --------- | ------------ |
| Beşiktaş             | 2 – 1     | Malmö             | Vodafone Park           | 6 de noviembre | 16:30     | 24 652       |
| Bodø/Glimt           | 1 – 2     | Qarabağ           | Aspmyra Stadion         | 7 de noviembre | 18:45     | 6 011        |
| Eintracht Fráncfort  | 1 – 0     | Slavia Praga      | Deutsche Bank Park      | 7 de noviembre | 18:45     | 57 350       |
| Elfsborg             | 1 – 1     | Sporting Braga    | Borås Arena             | 7 de noviembre | 18:45     | 9 402        |
| FCSB                 | 2 – 0     | Midtjylland       | Național Bucarest Arena | 7 de noviembre | 18:45     | 37 152       |
| Galatasaray          | 3 – 2     | Tottenham Hotspur | Nef Stadium             | 7 de noviembre | 18:45     | 51 739       |
| Ludogorets Razgrad   | 1 – 2     | Athletic Club     | Huvepharma Arena        | 7 de noviembre | 18:45     | 9 725        |
| Niza                 | 2 – 2     | Twente            | Allianz Riviera         | 7 de noviembre | 18:45     | 11 144       |
| Olympiakos           | 1 – 1     | Rangers           | Georgios Karaiskakis    | 7 de noviembre | 18:45     | 31 795       |
| Union Saint-Gilloise | 1 – 1     | Roma              | Rey Balduino            | 7 de noviembre | 18:45     | 13 875       |
| Ajax                 | 5 – 0     | Maccabi Tel Aviv  | Johan Cruyff Arena      | 7 de noviembre | 21:00     | 53 719       |
| AZ Alkmaar           | 3 – 1     | Fenerbahçe        | AFAS Stadion            | 7 de noviembre | 21:00     | 15 383       |
| Dinamo Kiev          | 0 – 4     | Ferencváros       | Volksparkstadion        | 7 de noviembre | 21:00     | 5 338        |
| Hoffenheim           | 2 – 2     | Olympique de Lyon | Rhein-Neckar-Arena      | 7 de noviembre | 21:00     | 18 227       |
| Lazio                | 2 – 1     | Porto             | Olímpico de Roma        | 7 de noviembre | 21:00     | 29 576       |
| Manchester United    | 2 – 0     | PAOK              | Old Trafford            | 7 de noviembre | 21:00     | 73 174       |
| RFS                  | 1 – 1     | Anderlecht        | Daugava                 | 7 de noviembre | 21:00     | 4 820        |
| Viktoria Pilsen      | 2 – 1     | Real Sociedad     | Doosan Arena            | 7 de noviembre | 21:00     | 11 130       |

| Jornada 5         | Jornada 5 | Jornada 5            | Jornada 5                 | Jornada 5       | Jornada 5 | Jornada 5    |
| Local             | Resultado | Visitante            | Estadio                   | Fecha           | Hora      | Espectadores |
| ----------------- | --------- | -------------------- | ------------------------- | --------------- | --------- | ------------ |
| Anderlecht        | 2 – 2     | Porto                | Lotto Park                | 28 de noviembre | 18:45     | 17 717       |
| Athletic Club     | 3 – 0     | Elfsborg             | San Mamés                 | 28 de noviembre | 18:45     | 46 325       |
| AZ Alkmaar        | 1 – 1     | Galatasaray          | AFAS Stadion              | 28 de noviembre | 18:45     | 16 229       |
| Beşiktaş          | 1 – 3     | Maccabi Tel Aviv     | Nagyerdei                 | 28 de noviembre | 18:45     | 0            |
| Dinamo Kiev       | 1 – 2     | Viktoria Pilsen      | Volksparkstadion          | 28 de noviembre | 18:45     | 4 456        |
| Lazio             | 0 – 0     | Ludogorets Razgrad   | Olímpico de Roma          | 28 de noviembre | 18:45     | 27 259       |
| Qarabağ           | 1 – 4     | Olympique de Lyon    | Tofiq Bəhramov            | 28 de noviembre | 18:45     | 22 563       |
| RFS               | 0 – 2     | PAOK                 | Daugava                   | 28 de noviembre | 18:45     | 5 346        |
| FCSB              | 0 – 0     | Olympiakos           | Național Bucarest Arena   | 28 de noviembre | 21:00     | 43 572       |
| Ferencváros       | 4 – 1     | Malmö                | Groupama Arena            | 28 de noviembre | 21:00     | 18 891       |
| Manchester United | 3 – 2     | Bodø/Glimt           | Old Trafford              | 28 de noviembre | 21:00     | 72 985       |
| Midtjylland       | 1 – 2     | Eintracht Fráncfort  | MCH Arena                 | 28 de noviembre | 21:00     | 9 521        |
| Niza              | 1 – 4     | Rangers              | Allianz Riviera           | 28 de noviembre | 21:00     | 18 008       |
| Real Sociedad     | 2 – 0     | Ajax                 | Reale Arena               | 28 de noviembre | 21:00     | 32 786       |
| Slavia Praga      | 1 – 2     | Fenerbahçe           | Fortuna Arena             | 28 de noviembre | 21:00     | 19 308       |
| Sporting Braga    | 3 – 0     | Hoffenheim           | Municipal de Braga        | 28 de noviembre | 21:00     | 10 010       |
| Tottenham Hotspur | 2 – 2     | Roma                 | Tottenham Hotspur Stadium | 28 de noviembre | 21:00     | 53 378       |
| Twente            | 0 – 1     | Union Saint-Gilloise | De Grolsch Veste          | 28 de noviembre | 21:00     | 26 500       |

| Jornada 6            | Jornada 6 | Jornada 6           | Jornada 6            | Jornada 6       | Jornada 6 | Jornada 6    |
| Local                | Resultado | Visitante           | Estadio              | Fecha           | Hora      | Espectadores |
| -------------------- | --------- | ------------------- | -------------------- | --------------- | --------- | ------------ |
| Fenerbahçe           | 0 – 2     | Athletic Club       | Şükrü Saracoğlu      | 11 de diciembre | 16:30     | 35 263       |
| Hoffenheim           | 0 – 0     | FCSB                | Rhein-Neckar-Arena   | 12 de diciembre | 18:45     | 23 223       |
| Ludogorets Razgrad   | 2 – 2     | AZ Alkmaar          | Huvepharma Arena     | 12 de diciembre | 18:45     | 4 245        |
| Malmö                | 2 – 2     | Galatasaray         | Swedbank Stadion     | 12 de diciembre | 18:45     | 19 489       |
| Olympiakos           | 0 – 0     | Twente              | Georgios Karaiskakis | 12 de diciembre | 18:45     | 31 600       |
| PAOK                 | 5 – 0     | Ferencváros         | La Tumba             | 12 de diciembre | 18:45     | 18 121       |
| Roma                 | 3 – 0     | Sporting Braga      | Olímpico de Roma     | 12 de diciembre | 18:45     | 59 085       |
| Union Saint-Gilloise | 2 – 1     | Niza                | Rey Balduino         | 12 de diciembre | 18:45     | 7 501        |
| Viktoria Pilsen      | 1 – 2     | Manchester United   | Doosan Arena         | 12 de diciembre | 18:45     | 11 320       |
| Ajax                 | 1 – 3     | Lazio               | Johan Cruyff Arena   | 12 de diciembre | 21:00     | 50 127       |
| Bodø/Glimt           | 2 – 1     | Beşiktaş            | Aspmyra Stadion      | 12 de diciembre | 21:00     | 5 813        |
| Elfsborg             | 1 – 0     | Qarabağ             | Borås Arena          | 12 de diciembre | 21:00     | 6 278        |
| Maccabi Tel Aviv     | 2 – 1     | RFS                 | Partizán             | 12 de diciembre | 21:00     | 253          |
| Olympique de Lyon    | 3 – 2     | Eintracht Fráncfort | Groupama Stadium     | 12 de diciembre | 21:00     | 41 091       |
| Porto                | 2 – 0     | Midtjylland         | Do Dragão            | 12 de diciembre | 21:00     | 36 619       |
| Rangers              | 1 – 1     | Tottenham Hotspur   | Ibrox Stadium        | 12 de diciembre | 21:00     | 48 064       |
| Real Sociedad        | 3 – 0     | Dinamo Kiev         | Reale Arena          | 12 de diciembre | 21:00     | 26 457       |
| Slavia Praga         | 1 – 2     | Anderlecht          | Fortuna Arena        | 12 de diciembre | 21:00     | 19 167       |

| Jornada 7            | Jornada 7 | Jornada 7         | Jornada 7          | Jornada 7   | Jornada 7 | Jornada 7    |
| Local                | Resultado | Visitante         | Estadio            | Fecha       | Hora      | Espectadores |
| -------------------- | --------- | ----------------- | ------------------ | ----------- | --------- | ------------ |
| Galatasaray          | 3 – 3     | Dinamo Kiev       | Nef Stadium        | 21 de enero | 16:30     | 45 273       |
| Beşiktaş             | 4 – 1     | Athletic Club     | Vodafone Park      | 22 de enero | 16:30     | 35 980       |
| AZ Alkmaar           | 1 – 0     | Roma              | AFAS Stadion       | 23 de enero | 18:45     | 18 635       |
| Bodø/Glimt           | 3 – 1     | Maccabi Tel Aviv  | Aspmyra Stadion    | 23 de enero | 18:45     | 3 989        |
| Fenerbahçe           | 0 – 0     | Olympique de Lyon | Şükrü Saracoğlu    | 23 de enero | 18:45     | 36 722       |
| Hoffenheim           | 2 – 3     | Tottenham Hotspur | Rhein-Neckar-Arena | 23 de enero | 18:45     | 30 150       |
| Malmö                | 2 – 3     | Twente            | Swedbank Stadion   | 23 de enero | 18:45     | 16 432       |
| Porto                | 0 – 1     | Olympiakos        | Do Dragão          | 23 de enero | 18:45     | 35 357       |
| Qarabağ              | 2 – 3     | FCSB              | Tofiq Bəhramov     | 23 de enero | 18:45     | 16 583       |
| Viktoria Pilsen      | 2 – 0     | Anderlecht        | Doosan Arena       | 23 de enero | 18:45     | 10 972       |
| Eintracht Fráncfort  | 2 – 0     | Ferencváros       | Deutsche Bank Park | 23 de enero | 21:00     | 55 500       |
| Elfsborg             | 1 – 0     | Niza              | Borås Arena        | 23 de enero | 21:00     | 7 566        |
| Lazio                | 3 – 1     | Real Sociedad     | Olímpico de Roma   | 23 de enero | 21:00     | 32 635       |
| Ludogorets Razgrad   | 0 – 2     | Midtjylland       | Huvepharma Arena   | 23 de enero | 21:00     | 3 847        |
| Manchester United    | 2 – 1     | Rangers           | Old Trafford       | 23 de enero | 21:00     | 73 288       |
| PAOK                 | 2 – 0     | Slavia Praga      | La Tumba           | 23 de enero | 21:00     | 17 507       |
| RFS                  | 1 – 0     | Ajax              | Daugava            | 23 de enero | 21:00     | 10 233       |
| Union Saint-Gilloise | 2 – 1     | Sporting Braga    | Rey Balduino       | 23 de enero | 21:00     | 7 729        |

| Jornada 8         | Jornada 8 | Jornada 8            | Jornada 8                 | Jornada 8   | Jornada 8 | Jornada 8    |
| Local             | Resultado | Visitante            | Estadio                   | Fecha       | Hora      | Espectadores |
| ----------------- | --------- | -------------------- | ------------------------- | ----------- | --------- | ------------ |
| Ajax              | 2 – 1     | Galatasaray          | Johan Cruyff Arena        | 30 de enero | 21:00     | 54 100       |
| Anderlecht        | 3 – 4     | Hoffenheim           | Lotto Park                | 30 de enero | 21:00     | 17 839       |
| Athletic Club     | 3 – 1     | Viktoria Pilsen      | San Mamés                 | 30 de enero | 21:00     | 45 471       |
| Dinamo Kiev       | 1 – 0     | RFS                  | Volksparkstadion          | 30 de enero | 21:00     | 3 698        |
| FCSB              | 0 – 2     | Manchester United    | Național Bucarest Arena   | 30 de enero | 21:00     | 50 128       |
| Ferencváros       | 4 – 3     | AZ Alkmaar           | Groupama Arena            | 30 de enero | 21:00     | 18 657       |
| Maccabi Tel Aviv  | 0 – 1     | Porto                | Partizán                  | 30 de enero | 21:00     | 673          |
| Midtjylland       | 2 – 2     | Fenerbahçe           | MCH Arena                 | 30 de enero | 21:00     | 9 693        |
| Niza              | 1 – 1     | Bodø/Glimt           | Allianz Riviera           | 30 de enero | 21:00     | 4 294        |
| Olympiakos        | 3 – 0     | Qarabağ              | Georgios Karaiskakis      | 30 de enero | 21:00     | 31 500       |
| Olympique de Lyon | 1 – 1     | Ludogorets Razgrad   | Groupama Stadium          | 30 de enero | 21:00     | 35 448       |
| Rangers           | 2 – 1     | Union Saint-Gilloise | Ibrox Stadium             | 30 de enero | 21:00     | 46 993       |
| Real Sociedad     | 2 – 0     | PAOK                 | Reale Arena               | 30 de enero | 21:00     | 23 872       |
| Roma              | 2 – 0     | Eintracht Fráncfort  | Olímpico de Roma          | 30 de enero | 21:00     | 64 458       |
| Slavia Praga      | 2 – 2     | Malmö                | Fortuna Arena             | 30 de enero | 21:00     | 17 026       |
| Sporting Braga    | 1 – 0     | Lazio                | Municipal de Braga        | 30 de enero | 21:00     | 10 438       |
| Tottenham Hotspur | 3 – 0     | Elfsborg             | Tottenham Hotspur Stadium | 30 de enero | 21:00     | 57 337       |
| Twente            | 1 – 0     | Beşiktaş             | De Grolsch Veste          | 30 de enero | 21:00     | 28 500       |

## Fase eliminatoria
En la fase eliminatoria, los equipos juegan entre sí en series a dos partidos, uno en casa y el otro como visitante. Finalmente, se suman los goles conseguidos por cada equipo. El conjunto que consiga más goles en la serie, gana y avanza a la siguiente fase. Para esta novedosa fase de eliminación, no existen restricciones para equipos de la misma asociación enfrentándose entre sí y también un club se puede enfrentar de nuevo a otro equipo contra el que ya jugó en la Fase de liga. El mecanismo de los sorteos para cada ronda es el siguiente:
- Primero, de acuerdo con la tabla de la Fase de Liga, los 8 primeros equipos de la tabla avanzan directamente a los octavos de final, mientras que los clubes del lugar 9 al 24 juegan la fase preliminar a los octavos.
- Los equipos clasificados del 9° al 16° son cabezas de serie en esta fase y cierran la serie jugando el partido de vuelta como locales. El sorteo se divide en cuatro secciones basado en el cuadro eliminatorio predeterminado, con los equipos cabeza de serie emparejados con dos posibles rivales del 17° al 24° lugar.
- Para los octavos de final, los primeros 8 de la tabla son cabezas de serie y juegan el partido de vuelta de la fase en casa. El sorteo se divide en cuatro secciones basado en el cuadro eliminatorio predeterminado, con los equipos clasificados directamente emparejados con dos posibles rivales de los ganadores en la ronda anterior.
- Para los cuartos de final y semifinales, los partidos eliminatorios se definen de acuerdo con el cuadro predeterminado. El sorteo se celebra para definir qué equipo juega el primer partido en casa. Asimismo, otro sorteo define qué equipo ganador de una semifinal será designado como equipo local para la final con fines administrativos, al disputarse en el Estadio de San Mamés de Bilbao como sede neutral.
- El gol como visitante no cuenta como criterio para definir la serie. Por lo tanto, si el marcador global está empatado, la serie se definirá por tiempo extra y, de preservarse el empate, por la tanda de penaltis hasta definir un ganador.

| Octavos de final    | Fase preliminar                    | Fase preliminar                        |
| Posiciones 1–8      | Posiciones 9–16 (cabezas de serie) | Posiciones 17–24 (no cabezas de serie) |
| ------------------- | ---------------------------------- | -------------------------------------- |
| Lazio               | Bodø/Glimt                         | Ferencváros                            |
| Athletic Club       | Anderlecht                         | Porto                                  |
| Manchester United   | Steaua de Bucarest                 | AZ Alkmaar                             |
| Tottenham Hotspur   | Ajax                               | Midtjylland                            |
| Eintracht Fráncfort | Real Sociedad                      | Union Saint-Gilloise                   |
| Olympique de Lyon   | Galatasaray                        | PAOK                                   |
| Olympiakos          | Roma                               | Twente                                 |
| Rangers             | Viktoria Pilsen                    | Fenerbahçe                             |

### Eliminatorias
|  | Octavos de final                                      | Octavos de final                                      | Octavos de final                                      | Octavos de final                                      | Octavos de final                                      |   |       | Cuartos de final                                       | Cuartos de final                                       | Cuartos de final                                       | Cuartos de final                                       | Cuartos de final                                       |  |     | Semifinales                                        | Semifinales                                        | Semifinales                                        | Semifinales                                        | Semifinales                                        |  |     | Final                                           | Final                                           | Final                                           |  |
|  | 6 de marzo de 2025 (ida) 13 de marzo de 2025 (vuelta) | 6 de marzo de 2025 (ida) 13 de marzo de 2025 (vuelta) | 6 de marzo de 2025 (ida) 13 de marzo de 2025 (vuelta) | 6 de marzo de 2025 (ida) 13 de marzo de 2025 (vuelta) | 6 de marzo de 2025 (ida) 13 de marzo de 2025 (vuelta) |   |       | 10 de abril de 2025 (ida) 17 de abril de 2025 (vuelta) | 10 de abril de 2025 (ida) 17 de abril de 2025 (vuelta) | 10 de abril de 2025 (ida) 17 de abril de 2025 (vuelta) | 10 de abril de 2025 (ida) 17 de abril de 2025 (vuelta) | 10 de abril de 2025 (ida) 17 de abril de 2025 (vuelta) |  |     | 1 de mayo de 2025 (ida) 8 de mayo de 2025 (vuelta) | 1 de mayo de 2025 (ida) 8 de mayo de 2025 (vuelta) | 1 de mayo de 2025 (ida) 8 de mayo de 2025 (vuelta) | 1 de mayo de 2025 (ida) 8 de mayo de 2025 (vuelta) | 1 de mayo de 2025 (ida) 8 de mayo de 2025 (vuelta) |  |     | 21 de mayo de 2025 Estadio de San Mamés, Bilbao | 21 de mayo de 2025 Estadio de San Mamés, Bilbao | 21 de mayo de 2025 Estadio de San Mamés, Bilbao |  |
|  |                                                       |                                                       |                                                       |                                                       |                                                       |   |       |                                                        |                                                        |                                                        |                                                        |                                                        |  |     |                                                    |                                                    |                                                    |                                                    |                                                    |  |     |                                                 |                                                 |                                                 |  |
|  |                                                       |                                                       |                                                       |                                                       |                                                       |   |       |                                                        |                                                        |                                                        |                                                        |                                                        |  |     |                                                    |                                                    |                                                    |                                                    |                                                    |  |     |                                                 |                                                 |                                                 |  |
|  | 19.º                                                  | AZ Alkmaar                                            | 1                                                     | 1                                                     | 2                                                     |   |       |                                                        |                                                        |                                                        |                                                        |                                                        |  |     |                                                    |                                                    |                                                    |                                                    |                                                    |  |     |                                                 |                                                 |                                                 |  |
|  | 19.º                                                  | AZ Alkmaar                                            | 1                                                     | 1                                                     | 2                                                     |   |       |                                                        |                                                        |                                                        |                                                        |                                                        |  |     |                                                    |                                                    |                                                    |                                                    |                                                    |  |     |                                                 |                                                 |                                                 |  |
|  | 4.º                                                   | Tottenham Hotspur                                     | 0                                                     | 3                                                     | 3                                                     |   |       |                                                        |                                                        |                                                        |                                                        |                                                        |  |     |                                                    |                                                    |                                                    |                                                    |                                                    |  |     |                                                 |                                                 |                                                 |  |
|  | 4.º                                                   | Tottenham Hotspur                                     | 0                                                     | 3                                                     | 3                                                     |   | 4.º   | Tottenham Hotspur                                      | 1                                                      | 1                                                      | 2                                                      |                                                        |  |     |                                                    |                                                    |                                                    |                                                    |                                                    |  |     |                                                 |                                                 |                                                 |  |
|  |                                                       |                                                       |                                                       |                                                       |                                                       |   | 4.º   | Tottenham Hotspur                                      | 1                                                      | 1                                                      | 2                                                      |                                                        |  |     |                                                    |                                                    |                                                    |                                                    |                                                    |  |     |                                                 |                                                 |                                                 |  |
|  |                                                       |                                                       | 5.º                                                   | Eintracht Fráncfort                                   | 1                                                     | 0 | 1     |                                                        |                                                        |                                                        |                                                        |                                                        |  |     |                                                    |                                                    |                                                    |                                                    |                                                    |  |     |                                                 |                                                 |                                                 |  |
|  | 12.º                                                  | Ajax                                                  | 5.º                                                   | Eintracht Fráncfort                                   | 1                                                     | 0 | 1     | 1                                                      | 1                                                      | 2                                                      |                                                        |                                                        |  |     |                                                    |                                                    |                                                    |                                                    |                                                    |  |     |                                                 |                                                 |                                                 |  |
|  | 12.º                                                  | Ajax                                                  |                                                       |                                                       |                                                       |   |       |                                                        |                                                        | 2                                                      |                                                        |                                                        |  |     |                                                    |                                                    |                                                    |                                                    |                                                    |  |     |                                                 |                                                 |                                                 |  |
|  | 5.º                                                   | Eintracht Fráncfort                                   | 2                                                     | 4                                                     | 6                                                     |   |       |                                                        |                                                        |                                                        |                                                        |                                                        |  |     |                                                    |                                                    |                                                    |                                                    |                                                    |  |     |                                                 |                                                 |                                                 |  |
|  | 5.º                                                   | Eintracht Fráncfort                                   | 2                                                     | 4                                                     | 6                                                     |   |       |                                                        |                                                        |                                                        |                                                        |                                                        |  | 4.º | Tottenham Hotspur                                  | 3                                                  | 2                                                  | 5                                                  |                                                    |  |     |                                                 |                                                 |                                                 |  |
|  |                                                       |                                                       |                                                       |                                                       |                                                       |   |       |                                                        |                                                        |                                                        |                                                        |                                                        |  | 4.º | Tottenham Hotspur                                  | 3                                                  | 2                                                  | 5                                                  |                                                    |  |     |                                                 |                                                 |                                                 |  |
|  |                                                       |                                                       | 9.º                                                   | Bodø/Glimt                                            | 1                                                     | 0 | 1     |                                                        |                                                        |                                                        |                                                        |                                                        |  |     |                                                    |                                                    |                                                    |                                                    |                                                    |  |     |                                                 |                                                 |                                                 |  |
|  | 9.º                                                   | Bodø/Glimt                                            | 9.º                                                   | Bodø/Glimt                                            | 1                                                     | 0 | 1     | 3                                                      | 1                                                      | 4                                                      |                                                        |                                                        |  |     |                                                    |                                                    |                                                    |                                                    |                                                    |  |     |                                                 |                                                 |                                                 |  |
|  | 9.º                                                   | Bodø/Glimt                                            |                                                       |                                                       |                                                       |   |       |                                                        |                                                        | 4                                                      |                                                        |                                                        |  |     |                                                    |                                                    |                                                    |                                                    |                                                    |  |     |                                                 |                                                 |                                                 |  |
|  | 7.º                                                   | Olympiakos                                            | 0                                                     | 2                                                     | 2                                                     |   |       |                                                        |                                                        |                                                        |                                                        |                                                        |  |     |                                                    |                                                    |                                                    |                                                    |                                                    |  |     |                                                 |                                                 |                                                 |  |
|  | 7.º                                                   | Olympiakos                                            | 0                                                     | 2                                                     | 2                                                     |   | 9.º   | Bodø/Glimt (p.)                                        | 2                                                      | 1                                                      | 3 (3)                                                  |                                                        |  |     |                                                    |                                                    |                                                    |                                                    |                                                    |  |     |                                                 |                                                 |                                                 |  |
|  |                                                       |                                                       |                                                       |                                                       |                                                       |   | 9.º   | Bodø/Glimt (p.)                                        | 2                                                      | 1                                                      | 3 (3)                                                  |                                                        |  |     |                                                    |                                                    |                                                    |                                                    |                                                    |  |     |                                                 |                                                 |                                                 |  |
|  |                                                       |                                                       | 1.º                                                   | Lazio                                                 | 0                                                     | 3 | 3 (2) |                                                        |                                                        |                                                        |                                                        |                                                        |  |     |                                                    |                                                    |                                                    |                                                    |                                                    |  |     |                                                 |                                                 |                                                 |  |
|  | 16.º                                                  | Viktoria Pilsen                                       | 1.º                                                   | Lazio                                                 | 0                                                     | 3 | 3 (2) | 1                                                      | 1                                                      | 2                                                      |                                                        |                                                        |  |     |                                                    |                                                    |                                                    |                                                    |                                                    |  |     |                                                 |                                                 |                                                 |  |
|  | 16.º                                                  | Viktoria Pilsen                                       |                                                       |                                                       |                                                       |   |       |                                                        |                                                        | 2                                                      |                                                        |                                                        |  |     |                                                    |                                                    |                                                    |                                                    |                                                    |  |     |                                                 |                                                 |                                                 |  |
|  | 1.ª                                                   | Lazio                                                 | 2                                                     | 1                                                     | 3                                                     |   |       |                                                        |                                                        |                                                        |                                                        |                                                        |  |     |                                                    |                                                    |                                                    |                                                    |                                                    |  |     |                                                 |                                                 |                                                 |  |
|  | 1.ª                                                   | Lazio                                                 | 2                                                     | 1                                                     | 3                                                     |   |       |                                                        |                                                        |                                                        |                                                        |                                                        |  |     |                                                    |                                                    |                                                    |                                                    |                                                    |  | 4.º | Tottenham Hotspur                               | 1                                               |                                                 |  |
|  |                                                       |                                                       |                                                       |                                                       |                                                       |   |       |                                                        |                                                        |                                                        |                                                        |                                                        |  |     |                                                    |                                                    |                                                    |                                                    |                                                    |  | 4.º | Tottenham Hotspur                               | 1                                               |                                                 |  |
|  |                                                       |                                                       | 3.ª                                                   | Manchester United                                     | 0                                                     |   |       |                                                        |                                                        |                                                        |                                                        |                                                        |  |     |                                                    |                                                    |                                                    |                                                    |                                                    |  |     |                                                 |                                                 |                                                 |  |
|  | 24.º                                                  | Fenerbahçe                                            | 3.ª                                                   | Manchester United                                     | 0                                                     | 1 | 2     | 3 (2)                                                  |                                                        |                                                        |                                                        |                                                        |  |     |                                                    |                                                    |                                                    |                                                    |                                                    |  |     |                                                 |                                                 |                                                 |  |
|  | 24.º                                                  | Fenerbahçe                                            |                                                       |                                                       |                                                       |   |       |                                                        |                                                        |                                                        |                                                        |                                                        |  |     |                                                    |                                                    |                                                    |                                                    |                                                    |  |     |                                                 |                                                 |                                                 |  |
|  | 8.º                                                   | Rangers (p.)                                          | 3                                                     | 0                                                     | 3 (3)                                                 |   |       |                                                        |                                                        |                                                        |                                                        |                                                        |  |     |                                                    |                                                    |                                                    |                                                    |                                                    |  |     |                                                 |                                                 |                                                 |  |
|  | 8.º                                                   | Rangers (p.)                                          | 3                                                     | 0                                                     | 3 (3)                                                 |   | 8.º   | Rangers                                                | 0                                                      | 0                                                      | 0                                                      |                                                        |  |     |                                                    |                                                    |                                                    |                                                    |                                                    |  |     |                                                 |                                                 |                                                 |  |
|  |                                                       |                                                       |                                                       |                                                       |                                                       |   | 8.º   | Rangers                                                | 0                                                      | 0                                                      | 0                                                      |                                                        |  |     |                                                    |                                                    |                                                    |                                                    |                                                    |  |     |                                                 |                                                 |                                                 |  |
|  |                                                       |                                                       | 2.º                                                   | Athletic Club                                         | 0                                                     | 2 | 2     |                                                        |                                                        |                                                        |                                                        |                                                        |  |     |                                                    |                                                    |                                                    |                                                    |                                                    |  |     |                                                 |                                                 |                                                 |  |
|  | 15.º                                                  | Roma                                                  | 2.º                                                   | Athletic Club                                         | 0                                                     | 2 | 2     | 2                                                      | 1                                                      | 3                                                      |                                                        |                                                        |  |     |                                                    |                                                    |                                                    |                                                    |                                                    |  |     |                                                 |                                                 |                                                 |  |
|  | 15.º                                                  | Roma                                                  |                                                       |                                                       |                                                       |   |       |                                                        |                                                        | 3                                                      |                                                        |                                                        |  |     |                                                    |                                                    |                                                    |                                                    |                                                    |  |     |                                                 |                                                 |                                                 |  |
|  | 2.º                                                   | Athletic Club                                         | 1                                                     | 3                                                     | 4                                                     |   |       |                                                        |                                                        |                                                        |                                                        |                                                        |  |     |                                                    |                                                    |                                                    |                                                    |                                                    |  |     |                                                 |                                                 |                                                 |  |
|  | 2.º                                                   | Athletic Club                                         | 1                                                     | 3                                                     | 4                                                     |   |       |                                                        |                                                        |                                                        |                                                        |                                                        |  | 2.º | Athletic Club                                      | 0                                                  | 1                                                  | 1                                                  |                                                    |  |     |                                                 |                                                 |                                                 |  |
|  |                                                       |                                                       |                                                       |                                                       |                                                       |   |       |                                                        |                                                        |                                                        |                                                        |                                                        |  | 2.º | Athletic Club                                      | 0                                                  | 1                                                  | 1                                                  |                                                    |  |     |                                                 |                                                 |                                                 |  |
|  |                                                       |                                                       | 3.º                                                   | Manchester United                                     | 3                                                     | 4 | 7     |                                                        |                                                        |                                                        |                                                        |                                                        |  |     |                                                    |                                                    |                                                    |                                                    |                                                    |  |     |                                                 |                                                 |                                                 |  |
|  | 11.º                                                  | Steaua de Bucarest                                    | 3.º                                                   | Manchester United                                     | 3                                                     | 4 | 7     | 1                                                      | 0                                                      | 1                                                      |                                                        |                                                        |  |     |                                                    |                                                    |                                                    |                                                    |                                                    |  |     |                                                 |                                                 |                                                 |  |
|  | 11.º                                                  | Steaua de Bucarest                                    |                                                       |                                                       |                                                       |   |       |                                                        |                                                        | 1                                                      |                                                        |                                                        |  |     |                                                    |                                                    |                                                    |                                                    |                                                    |  |     |                                                 |                                                 |                                                 |  |
|  | 6.º                                                   | Olympique de Lyon                                     | 3                                                     | 4                                                     | 7                                                     |   |       |                                                        |                                                        |                                                        |                                                        |                                                        |  |     |                                                    |                                                    |                                                    |                                                    |                                                    |  |     |                                                 |                                                 |                                                 |  |
|  | 6.º                                                   | Olympique de Lyon                                     | 3                                                     | 4                                                     | 7                                                     |   | 6.º   | Olympique de Lyon                                      | 2                                                      | 4                                                      | 6                                                      |                                                        |  |     |                                                    |                                                    |                                                    |                                                    |                                                    |  |     |                                                 |                                                 |                                                 |  |
|  |                                                       |                                                       |                                                       |                                                       |                                                       |   | 6.º   | Olympique de Lyon                                      | 2                                                      | 4                                                      | 6                                                      |                                                        |  |     |                                                    |                                                    |                                                    |                                                    |                                                    |  |     |                                                 |                                                 |                                                 |  |
|  |                                                       |                                                       | 3.º                                                   | Manchester United (t. s.)                             | 2                                                     | 5 | 7     |                                                        |                                                        |                                                        |                                                        |                                                        |  |     |                                                    |                                                    |                                                    |                                                    |                                                    |  |     |                                                 |                                                 |                                                 |  |
|  | 13.º                                                  | Real Sociedad                                         | 3.º                                                   | Manchester United (t. s.)                             | 2                                                     | 5 | 7     | 1                                                      | 1                                                      | 2                                                      |                                                        |                                                        |  |     |                                                    |                                                    |                                                    |                                                    |                                                    |  |     |                                                 |                                                 |                                                 |  |
|  | 13.º                                                  | Real Sociedad                                         |                                                       |                                                       |                                                       |   |       |                                                        |                                                        | 2                                                      |                                                        |                                                        |  |     |                                                    |                                                    |                                                    |                                                    |                                                    |  |     |                                                 |                                                 |                                                 |  |
|  | 3.º                                                   | Manchester United                                     | 1                                                     | 4                                                     | 5                                                     |   |       |                                                        |                                                        |                                                        |                                                        |                                                        |  |     |                                                    |                                                    |                                                    |                                                    |                                                    |  |     |                                                 |                                                 |                                                 |  |
|  | 3.º                                                   | Manchester United                                     | 1                                                     | 4                                                     | 5                                                     |   |       |                                                        |                                                        |                                                        |                                                        |                                                        |  |     |                                                    |                                                    |                                                    |                                                    |                                                    |  |     |                                                 |                                                 |                                                 |  |
|  |                                                       |                                                       |                                                       |                                                       |                                                       |   |       |                                                        |                                                        |                                                        |                                                        |                                                        |  |     |                                                    |                                                    |                                                    |                                                    |                                                    |  |     |                                                 |                                                 |                                                 |  |

### Final
| 1     | POR   | Guglielmo Vicario |     |
| 23    | DEF   | Pedro Porro       |     |
| 17    | DEF   | Cristian Romero   |     |
| 37    | DEF   | Micky van de Ven  |     |
| 13    | DEF   | Destiny Udogie    | 90' |
| 29    | MED   | Pape Matar Sarr   | 90' |
| 8     | MED   | Yves Bissouma     |     |
| 30    | MED   | Rodrigo Bentancur |     |
| 22    | DEL   | Brennan Johnson   | 78' |
| 19    | DEL   | Dominic Solanke   |     |
| 9     | DEL   | Richarlison       | 67' |
| D. T. | D. T. | Ange Postecoglou  |     |

| 24    | POR   | André Onana       |     |
| 15    | DEF   | Leny Yoro         |     |
| 5     | DEF   | Harry Maguire     |     |
| 23    | DEF   | Luke Shaw         |     |
| 3     | MED   | Noussair Mazraoui | 85' |
| 18    | MED   | Casemiro          |     |
| 8     | MED   | Bruno Fernandes   |     |
| 13    | MED   | Patrick Dorgu     | 90' |
| 16    | DEL   | Amad Diallo       |     |
| 7     | DEL   | Mason Mount       | 71' |
| 9     | DEL   | Rasmus Højlund    | 71' |
| D. T. | D. T. | Rúben Amorim      |     |

| 7  | DEL | Son Heung-min | 67' |
| 4  | DEF | Kevin Damso   | 78' |
| 24 | DEF | Djed Spence   | 90' |
| 14 | MED | Archie Gray   | 90' |

| 11 | DEL | Joshua Zirkzee     | 71' |
| 17 | DEL | Alejandro Garnacho | 71' |
| 20 | DEF | Diogo Dalot        | 85' |
| 37 | MED | Kobbie Mainoo      | 90' |

| 42' | Brennan Johnson | 1:0 |

| 49' · 58' · 68' | Micky van de Ven Richarlison Yves Bissouma |

| 35' · 84' · 88' · 90+1' | Amad Diallo Joshua Zirkzee Harry Maguire Jonny Evans |

| Principal  | Felix Zwayer     |
| Asistentes | Robert Kempter   |
|            | Christian Dietz  |
| Cuarto     | Maurizio Mariani |
| Quinto     | Daniele Bindoni  |

| VAR            | Bastian Dankert  |
| Asistentes VAR | Benjamin Brand   |
|                | Del Cerro Grande |

|                    |     |     |
| Tiros              | 3   | 15  |
| Tiros a puerta     | 1   | 4   |
| Faltas             | 22  | 10  |
| Saques de esquina  | 4   | 5   |
| Fueras de juego    | 1   | 2   |
| Posesión del balón | 35% | 65% |

| Alineación inicial |

| 1     | POR   | Guglielmo Vicario |     |
| 23    | DEF   | Pedro Porro       |     |
| 17    | DEF   | Cristian Romero   |     |
| 37    | DEF   | Micky van de Ven  |     |
| 13    | DEF   | Destiny Udogie    | 90' |
| 29    | MED   | Pape Matar Sarr   | 90' |
| 8     | MED   | Yves Bissouma     |     |
| 30    | MED   | Rodrigo Bentancur |     |
| 22    | DEL   | Brennan Johnson   | 78' |
| 19    | DEL   | Dominic Solanke   |     |
| 9     | DEL   | Richarlison       | 67' |
| D. T. | D. T. | Ange Postecoglou  |     |

| 24    | POR   | André Onana       |     |
| 15    | DEF   | Leny Yoro         |     |
| 5     | DEF   | Harry Maguire     |     |
| 23    | DEF   | Luke Shaw         |     |
| 3     | MED   | Noussair Mazraoui | 85' |
| 18    | MED   | Casemiro          |     |
| 8     | MED   | Bruno Fernandes   |     |
| 13    | MED   | Patrick Dorgu     | 90' |
| 16    | DEL   | Amad Diallo       |     |
| 7     | DEL   | Mason Mount       | 71' |
| 9     | DEL   | Rasmus Højlund    | 71' |
| D. T. | D. T. | Rúben Amorim      |     |

| 7  | DEL | Son Heung-min | 67' |
| 4  | DEF | Kevin Damso   | 78' |
| 24 | DEF | Djed Spence   | 90' |
| 14 | MED | Archie Gray   | 90' |

| 11 | DEL | Joshua Zirkzee     | 71' |
| 17 | DEL | Alejandro Garnacho | 71' |
| 20 | DEF | Diogo Dalot        | 85' |
| 37 | MED | Kobbie Mainoo      | 90' |

| 42' | Brennan Johnson | 1:0 |

| 49' · 58' · 68' | Micky van de Ven Richarlison Yves Bissouma |

| 35' · 84' · 88' · 90+1' | Amad Diallo Joshua Zirkzee Harry Maguire Jonny Evans |

| Principal  | Felix Zwayer     |
| Asistentes | Robert Kempter   |
|            | Christian Dietz  |
| Cuarto     | Maurizio Mariani |
| Quinto     | Daniele Bindoni  |

| VAR            | Bastian Dankert  |
| Asistentes VAR | Benjamin Brand   |
|                | Del Cerro Grande |

|                    |     |     |
| Tiros              | 3   | 15  |
| Tiros a puerta     | 1   | 4   |
| Faltas             | 22  | 10  |
| Saques de esquina  | 4   | 5   |
| Fueras de juego    | 1   | 2   |
| Posesión del balón | 35% | 65% |

| Alineación inicial |

| 1     | POR   | Guglielmo Vicario |     |
| 23    | DEF   | Pedro Porro       |     |
| 17    | DEF   | Cristian Romero   |     |
| 37    | DEF   | Micky van de Ven  |     |
| 13    | DEF   | Destiny Udogie    | 90' |
| 29    | MED   | Pape Matar Sarr   | 90' |
| 8     | MED   | Yves Bissouma     |     |
| 30    | MED   | Rodrigo Bentancur |     |
| 22    | DEL   | Brennan Johnson   | 78' |
| 19    | DEL   | Dominic Solanke   |     |
| 9     | DEL   | Richarlison       | 67' |
| D. T. | D. T. | Ange Postecoglou  |     |

| 24    | POR   | André Onana       |     |
| 15    | DEF   | Leny Yoro         |     |
| 5     | DEF   | Harry Maguire     |     |
| 23    | DEF   | Luke Shaw         |     |
| 3     | MED   | Noussair Mazraoui | 85' |
| 18    | MED   | Casemiro          |     |
| 8     | MED   | Bruno Fernandes   |     |
| 13    | MED   | Patrick Dorgu     | 90' |
| 16    | DEL   | Amad Diallo       |     |
| 7     | DEL   | Mason Mount       | 71' |
| 9     | DEL   | Rasmus Højlund    | 71' |
| D. T. | D. T. | Rúben Amorim      |     |

| 7  | DEL | Son Heung-min | 67' |
| 4  | DEF | Kevin Damso   | 78' |
| 24 | DEF | Djed Spence   | 90' |
| 14 | MED | Archie Gray   | 90' |

| 11 | DEL | Joshua Zirkzee     | 71' |
| 17 | DEL | Alejandro Garnacho | 71' |
| 20 | DEF | Diogo Dalot        | 85' |
| 37 | MED | Kobbie Mainoo      | 90' |

| 42' | Brennan Johnson | 1:0 |

| 49' · 58' · 68' | Micky van de Ven Richarlison Yves Bissouma |

| 35' · 84' · 88' · 90+1' | Amad Diallo Joshua Zirkzee Harry Maguire Jonny Evans |

| Principal  | Felix Zwayer     |
| Asistentes | Robert Kempter   |
|            | Christian Dietz  |
| Cuarto     | Maurizio Mariani |
| Quinto     | Daniele Bindoni  |

| VAR            | Bastian Dankert  |
| Asistentes VAR | Benjamin Brand   |
|                | Del Cerro Grande |

|                    |     |     |
| Tiros              | 3   | 15  |
| Tiros a puerta     | 1   | 4   |
| Faltas             | 22  | 10  |
| Saques de esquina  | 4   | 5   |
| Fueras de juego    | 1   | 2   |
| Posesión del balón | 35% | 65% |

| Alineación inicial |

| 1     | POR   | Guglielmo Vicario |     |
| 23    | DEF   | Pedro Porro       |     |
| 17    | DEF   | Cristian Romero   |     |
| 37    | DEF   | Micky van de Ven  |     |
| 13    | DEF   | Destiny Udogie    | 90' |
| 29    | MED   | Pape Matar Sarr   | 90' |
| 8     | MED   | Yves Bissouma     |     |
| 30    | MED   | Rodrigo Bentancur |     |
| 22    | DEL   | Brennan Johnson   | 78' |
| 19    | DEL   | Dominic Solanke   |     |
| 9     | DEL   | Richarlison       | 67' |
| D. T. | D. T. | Ange Postecoglou  |     |

| 24    | POR   | André Onana       |     |
| 15    | DEF   | Leny Yoro         |     |
| 5     | DEF   | Harry Maguire     |     |
| 23    | DEF   | Luke Shaw         |     |
| 3     | MED   | Noussair Mazraoui | 85' |
| 18    | MED   | Casemiro          |     |
| 8     | MED   | Bruno Fernandes   |     |
| 13    | MED   | Patrick Dorgu     | 90' |
| 16    | DEL   | Amad Diallo       |     |
| 7     | DEL   | Mason Mount       | 71' |
| 9     | DEL   | Rasmus Højlund    | 71' |
| D. T. | D. T. | Rúben Amorim      |     |

| 7  | DEL | Son Heung-min | 67' |
| 4  | DEF | Kevin Damso   | 78' |
| 24 | DEF | Djed Spence   | 90' |
| 14 | MED | Archie Gray   | 90' |

| 11 | DEL | Joshua Zirkzee     | 71' |
| 17 | DEL | Alejandro Garnacho | 71' |
| 20 | DEF | Diogo Dalot        | 85' |
| 37 | MED | Kobbie Mainoo      | 90' |

| 42' | Brennan Johnson | 1:0 |

| 49' · 58' · 68' | Micky van de Ven Richarlison Yves Bissouma |

| 35' · 84' · 88' · 90+1' | Amad Diallo Joshua Zirkzee Harry Maguire Jonny Evans |

| Principal  | Felix Zwayer     |
| Asistentes | Robert Kempter   |
|            | Christian Dietz  |
| Cuarto     | Maurizio Mariani |
| Quinto     | Daniele Bindoni  |

| VAR            | Bastian Dankert  |
| Asistentes VAR | Benjamin Brand   |
|                | Del Cerro Grande |

|                    |     |     |
| Tiros              | 3   | 15  |
| Tiros a puerta     | 1   | 4   |
| Faltas             | 22  | 10  |
| Saques de esquina  | 4   | 5   |
| Fueras de juego    | 1   | 2   |
| Posesión del balón | 35% | 65% |

| Alineación inicial |

|                                       |
| Bandera de Inglaterra                 |
| Campeón Tottenham Hotspur 3.er título |

## Estadísticas

### Récords
Nota: No contabilizadas las estadísticas en rondas previas.
- Primer gol de la temporada: Anotado por Samuel Omorodion, en el Bodø/Glimt 3 – 2 Porto (25 de septiembre de 2024)
- Último gol de la temporada: Anotado por Brennan Johnson, en el Tottenham Hotspur 1 – 0 Manchester United (21 de mayo de 2025)
- Gol más rápido: Anotado a los 37 segundos por Brennan Johnson, en el Tottenham Hotspur 3 – 1 Bodø/Glimt (1 de mayo de 2025)
- Gol más cercano al final del encuentro: Anotado a los 120 minutos y 34 segundos por Harry Maguire, en el Manchester United 5 – 4 Olympique Lyon (17 de abril de 2025)
- Mayor número de goles marcados en un partido: 9 goles, Manchester United 5 – 4 Olympique Lyon (17 de abril de 2025); 9 goles
- Partido con más espectadores: 73 298, en el Manchester United 4 – 1 Athletic Club (8 de mayo de 2025)
- Partido con menos espectadores: 0, en el Beşiktaş 1 – 3 Maccabi Tel Aviv (28 de noviembre de 2024)[n. 5]
- Mayor victoria local: Ajax 5 – 0 Maccabi Tel Aviv (7 de noviembre de 2024); PAOK 5 – 0 Ferencváros (12 de diciembre de 2024)
- Mayor victoria visitante: Dynamo Kiev 0 – 4 Ferencváros (7 de noviembre de 2024)

### Máximos goleadores
Nota: No contabilizadas las estadísticas en rondas previas.
Datos actualizados a 21 de mayo de 2025.
| Pos. | Jugador           | Equipo            | Goles | Part. | Prom. |
| ---- | ----------------- | ----------------- | ----- | ----- | ----- |
| 1    | Ayoub El Kaabi    | Olympiakos        | 7     | 8     | 0.88  |
| 2    | Bruno Fernandes   | Manchester United | 7     | 14    | 0.5   |
| 2    | Kasper Høgh       | Bodø/Glimt        | 7     | 14    | 0.5   |
| 4    | Victor Osimhen    | Galatasaray       | 6     | 7     | 0.86  |
| 5    | Barnabás Varga    | Ferencváros       | 6     | 8     | 0.75  |
| 6    | Samu Aghehowa     | Porto             | 6     | 9     | 0.67  |
| 7    | Malick Fofana     | Lyon              | 6     | 10    | 0.6   |
| 8    | Václav Černý      | Rangers           | 6     | 12    | 0.5   |
| 8    | Youssef En-Nesyri | Fenerbahçe        | 6     | 12    | 0.5   |
| 10   | Rasmus Højlund    | Manchester United | 6     | 15    | 0.4   |

### Máximos asistentes
Nota: No contabilizadas las estadísticas en rondas previas.
Datos actualizados a 21 de mayo de 2025.
| Pos. | Jugador            | Equipo            | Asistencias | Part. | Prom. |
| ---- | ------------------ | ----------------- | ----------- | ----- | ----- |
| 1    | Rayan Cherki       | Lyon              | 8           | 12    | 0.67  |
| 2    | Dries Mertens      | Galatasaray       | 5           | 10    | 0.5   |
| 3    | Manuel Ugarte      | Manchester United | 4           | 10    | 0.4   |
| 4    | Dominic Solanke    | Tottenham Hotspur | 4           | 13    | 0.31  |
| 5    | Bruno Fernandes    | Manchester United | 4           | 14    | 0.29  |
| 6    | Alejandro Garnacho | Manchester United | 4           | 15    | 0.27  |

### Mejor portero
Nota: No contabilizadas las estadísticas en rondas previas.
Datos actualizados a 21 de mayo de 2025.
| Pos. | Jugador               | Equipo            | Goles recibidos | Part. | Coef. |
| ---- | --------------------- | ----------------- | --------------- | ----- | ----- |
| 1    | Altay Bayındır        | Manchester United | 1               | 2     | 0.5   |
| 2    | Guglielmo Vicario     | Tottenham Hotspur | 5               | 9     | 0.56  |
| 3    | Ivan Provedel         | Lazio             | 2               | 3     | 0.67  |
| 3    | Unai Marrero          | Real Sociedad     | 2               | 3     | 0.67  |
| 5    | Konstantinos Tzolakis | Olympiakos        | 7               | 10    | 0.7   |
| 6    | Christos Mandas       | Lazio             | 8               | 9     | 0.89  |

### Hat-tricks o pókers
A continuación se detallan los tripletes conseguidos a lo largo de la temporada.
Nota: No contabilizadas las estadísticas en rondas previas.
| Fecha      | Jugador         | Goles       | Local             | Resultado | Visitante     | Jornada                   | Ref.   |
| ---------- | --------------- | ----------- | ----------------- | --------- | ------------- | ------------------------- | ------ |
| 13/03/2025 | Bruno Fernandes | 16' 50' 87' | Manchester United | 4 – 1     | Real Sociedad | Octavos de final (Vuelta) | [ 11 ] |

### Autogoles
A continuación se detallan los autogoles marcados a lo largo de la temporada.
Nota: No contabilizadas las estadísticas en rondas previas.
| Fecha      | Jugador               | Minuto        | Local             | Resultado | Visitante            | Jornada                   | Ref.   |
| ---------- | --------------------- | ------------- | ----------------- | --------- | -------------------- | ------------------------- | ------ |
| 25/09/2024 | Baba Rahman           | 48' , 1 – 0   | Galatasaray       | 3 – 1     | PAOK                 | Jornada 1                 | [ 12 ] |
| 26/09/2024 | Christian Burgess     | 82' , 2 – 0   | Fenerbahçe        | 2 – 1     | Union Saint-Gilloise | Jornada 1                 | [ 13 ] |
| 23/10/2024 | Isak Pettersson       | 39' , 2 – 0   | Galatasaray       | 4 – 3     | Elfsborg             | Jornada 3                 |        |
| 24/10/2024 | Moïse Bombito         | 15' , 1 – 0   | Ferencváros       | 1 – 0     | Niza                 | Jornada 3                 | [ 14 ] |
| 07/11/2024 | Timothy Ouma          | 67' , 0 – 1   | Elfsborg          | 1 – 1     | Sporting Braga       | Jornada 4                 | [ 15 ] |
| 07/11/2024 | Moussa N'Diaye        | 90+6' , 1 – 1 | RFS               | 1 – 1     | Anderlecht           | Jornada 4                 | [ 16 ] |
| 28/11/2024 | Nnamdi Collins        | 48' , 1 – 1   | Midtjylland       | 1 – 2     | Eintracht Frankfurt  | Jornada 5                 |        |
| 23/01/2025 | Joyskim Dawa          | 41' , 2 – 1   | Qarabağ           | 2 – 3     | FCSB                 | Jornada 7                 |        |
| 23/01/2025 | Jack Butland          | 52' , 1 – 0   | Manchester United | 2 – 1     | Rangers              | Jornada 7                 | [ 17 ] |
| 30/01/2025 | Killian Sardella      | 41' , 1 – 1   | Anderlecht        | 3 – 4     | Hoffenheim           | Jornada 8                 |        |
| 20/02/2025 | Fredrik Sjøvold       | 26' , 0 – 1   | Bodø/Glimt        | 5 – 2     | Twente               | Ronda Preliminar (Vuelta) |        |
| 20/02/2025 | Mees Hilgers          | 90+2' , 2 – 1 | Bodø/Glimt        | 5 – 2     | Twente               | Ronda Preliminar (Vuelta) |        |
| 20/02/2025 | Arno Verschueren      | 114' , 5 – 2  | Bodø/Glimt        | 5 – 2     | Twente               | Ronda Preliminar (Vuelta) |        |
| 20/02/2025 | Devyne Rensch         | 90+6' , 3 – 2 | Roma              | 3 – 2     | Porto                | Ronda Preliminar (Vuelta) |        |
| 06/03/2025 | Lucas Bergvall        | 18' , 1 – 0   | AZ Alkmaar        | 1 – 0     | Tottenham Hotspur    | Octavos de final (Ida)    |        |
| 06/03/2025 | Konstantinos Tzolakis | 13' , 1 – 0   | Bodø/Glimt        | 3 – 0     | Olympiakos           | Octavos de final (Ida)    |        |

### Equipo de la temporada
El grupo de estudio técnico de la UEFA seleccionó a los siguientes jugadores como equipo del torneo.
| Pos. | Jugador               | Equipo              |
| ---- | --------------------- | ------------------- |
| POR  | Guglielmo Vicario     | Tottenham Hotspur   |
| DEF  | Pedro Porro           | Tottenham Hotspur   |
| DEF  | Cuti Romero           | Tottenham Hotspur   |
| DEF  | Robin Koch            | Eintracht Frankfurt |
| DEF  | Fredrik André Bjørkan | Bodø/Glimt          |
| MED  | Patrick Berg          | Bodø/Glimt          |
| MED  | Bruno Fernandes       | Manchester United   |
| MED  | Casemiro              | Manchester United   |
| DEL  | Rayan Cherki          | Lyon                |
| DEL  | Dominic Solanke       | Tottenham Hotspur   |
| DEL  | Nico Williams         | Athletic Club       |

### Jugador de la temporada
- Cuti Romero ( Tottenham Hotspur)[19]

### Joven jugador de la temporada
- Rayan Cherki ( Lyon)[20]

### Rendimiento
Nota: No contabilizadas las estadísticas en rondas previas.
| Club | Club                 | Pts. | PJ | PG | PE | PP | GF | GC | Dif. | Rend.  |
| ---- | -------------------- | ---- | -- | -- | -- | -- | -- | -- | ---- | ------ |
| 1    | Tottenham Hotspur    | 33   | 15 | 10 | 3  | 2  | 28 | 13 | +15  | 73.33% |
| 2    | Manchester United    | 30   | 15 | 8  | 6  | 1  | 32 | 17 | +15  | 66.67% |
| 3    | Athletic Club        | 26   | 14 | 8  | 2  | 4  | 22 | 17 | +5   | 61.9%  |
| 4    | Bodø/Glimt           | 23   | 16 | 7  | 2  | 7  | 25 | 24 | +1   | 47.92% |
| 5    | Lazio                | 26   | 12 | 8  | 2  | 2  | 22 | 9  | +13  | 72.22% |
| 6    | Olympique de Lyon    | 23   | 12 | 6  | 5  | 1  | 27 | 13 | +14  | 63.89% |
| 7    | Eintracht Frankfurt  | 23   | 12 | 7  | 2  | 3  | 21 | 14 | +7   | 63.89% |
| 8    | Rangers              | 18   | 12 | 5  | 3  | 4  | 19 | 15 | +4   | 50%    |
| 9    | Real Sociedad        | 20   | 12 | 6  | 2  | 4  | 22 | 17 | +5   | 55.56% |
| 10   | Steaua de Bucarest   | 20   | 12 | 6  | 2  | 4  | 15 | 17 | –2   | 55.56% |
| 11   | Roma                 | 19   | 12 | 5  | 4  | 3  | 17 | 13 | +4   | 52.78% |
| 12   | Olympiakos           | 18   | 10 | 5  | 3  | 2  | 11 | 7  | +4   | 60%    |
| 13   | AZ Alkmaar           | 18   | 12 | 5  | 3  | 4  | 21 | 19 | +2   | 50%    |
| 14   | Fenerbahçe           | 17   | 12 | 4  | 5  | 3  | 17 | 16 | +1   | 47.22% |
| 15   | Ajax                 | 16   | 12 | 5  | 1  | 6  | 20 | 16 | +4   | 44.44% |
| 16   | Viktoria Plzen       | 16   | 12 | 4  | 4  | 4  | 18 | 16 | +2   | 44.44% |
| 17   | Anderlecht           | 15   | 10 | 4  | 3  | 3  | 17 | 18 | –1   | 50%    |
| 18   | Ferencváros          | 15   | 10 | 5  | 0  | 5  | 16 | 18 | –2   | 50%    |
| 19   | Galatasaray          | 14   | 10 | 3  | 5  | 2  | 22 | 22 | 0    | 46.67% |
| 20   | Union Saint-Gilloise | 14   | 10 | 4  | 2  | 4  | 10 | 10 | 0    | 46.67% |
| 21   | Twente               | 13   | 10 | 3  | 4  | 3  | 12 | 13 | –1   | 43.33% |
| 22   | Porto                | 12   | 10 | 3  | 3  | 4  | 16 | 15 | +1   | 40%    |
| 23   | Midtjylland          | 11   | 10 | 3  | 2  | 5  | 12 | 16 | –4   | 36.67% |
| 24   | PAOK                 | 10   | 10 | 3  | 1  | 6  | 13 | 14 | –1   | 33.33% |
| 25   | Sporting Braga       | 10   | 8  | 3  | 1  | 4  | 9  | 12 | –3   | 41.67% |
| 26   | Elfsborg             | 10   | 8  | 3  | 1  | 4  | 9  | 14 | –5   | 41.67% |
| 27   | Hoffenheim           | 9    | 8  | 2  | 3  | 3  | 11 | 14 | –3   | 37.5%  |
| 28   | Beşiktaş             | 9    | 8  | 3  | 0  | 5  | 10 | 15 | –5   | 37.5%  |
| 29   | Maccabi Tel Aviv     | 6    | 8  | 2  | 0  | 6  | 8  | 17 | –9   | 25%    |
| 30   | Slavia Praga         | 5    | 8  | 1  | 2  | 5  | 7  | 11 | –4   | 20.83% |
| 31   | Malmö                | 5    | 8  | 1  | 2  | 5  | 10 | 17 | –7   | 20.83% |
| 32   | RFS                  | 5    | 8  | 1  | 2  | 5  | 6  | 13 | –7   | 20.83% |
| 33   | Ludogorets Razgrad   | 4    | 8  | 0  | 4  | 4  | 4  | 11 | –7   | 16.67% |
| 34   | Dinamo Kiev          | 4    | 8  | 1  | 1  | 6  | 5  | 18 | –13  | 16.67% |
| 35   | OGC Niza             | 3    | 8  | 0  | 3  | 5  | 7  | 16 | –9   | 12.5%  |
| 36   | Qarabağ              | 3    | 8  | 1  | 0  | 7  | 6  | 20 | –14  | 12.5%  |